# Номерні знаки Конго

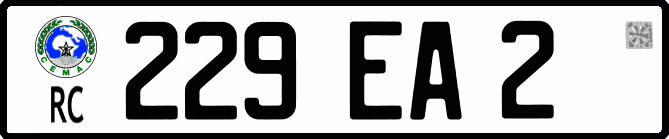
Регулярний номер

Код Конго для міжнародного руху ТЗ — (RCB). На номерних знаках з 2006 року використовується сполучення RC.

## Регулярні номерні знаки
Чинну схему регулярних номерних знаків Конго, що базується на французький системі FNI, запроваджено в 1982 році. Вона має формати 123АБ4 або 123А45, де 123 — номер, АБ — серія, 45 — код регіону. З 2006 року в лівому боці пластини розташовано емблему Центральноафриканського економічно-валютного співтовариства (СЕМАС) та код RC.

### Регіональне кодування
Чинний розподіл комбінацій для здійснення регіонального кодування запроваджено в 1982 році.
- 1 — Нкаї
- 2 — Лекуму
- 3 — Весо
- 4 — Столичний округ (Браззавіль)
- 5 — Куїлу
- 6 — Пуент-Нуар
- 7 — Ліквала
- 8 — Кувет
- 9 — Ньярі
- 10 — Лубомо
- 11 — Буенза
- 12 — Пул
- 13 — Санга
- 14 — Плато

## Інші формати

### Дипломатичні номерні знаки
Дипломатичні номерні знаки мають повторюють відповідний формат французьких номерних знаків цього типу: 123CD45 де 123 — код країни або міжнародної організації, CD — покажчик дипломатичного транспорту, 45 — номер. Пластини мають помаранчеві символи на зеленому тлі, в лівому боці пластини розташовано емблему Центральноафриканського економічно-валютного співтовариства (СЕМАС) та код RC.

### Номерні знаки тимчасового імпорту
Номерні знаки для співробітників іноземних неурядових організацій мають чорні символи на зеленому тлі та формат ІТ 123АБ4, де ІТ — покажчик «імпорту тимчасового», 123 -номер, АБ — серія, 4 — код регіону. В лівому боці пластини розташовано емблему Центральноафриканського економічно-валютного співтовариства (СЕМАС) та код RC.